# Haus Preuße
Das Haus Preuße liegt im Stadtteil Niederlößnitz der sächsischen Stadt Radebeul, in der Humboldtstraße 3.

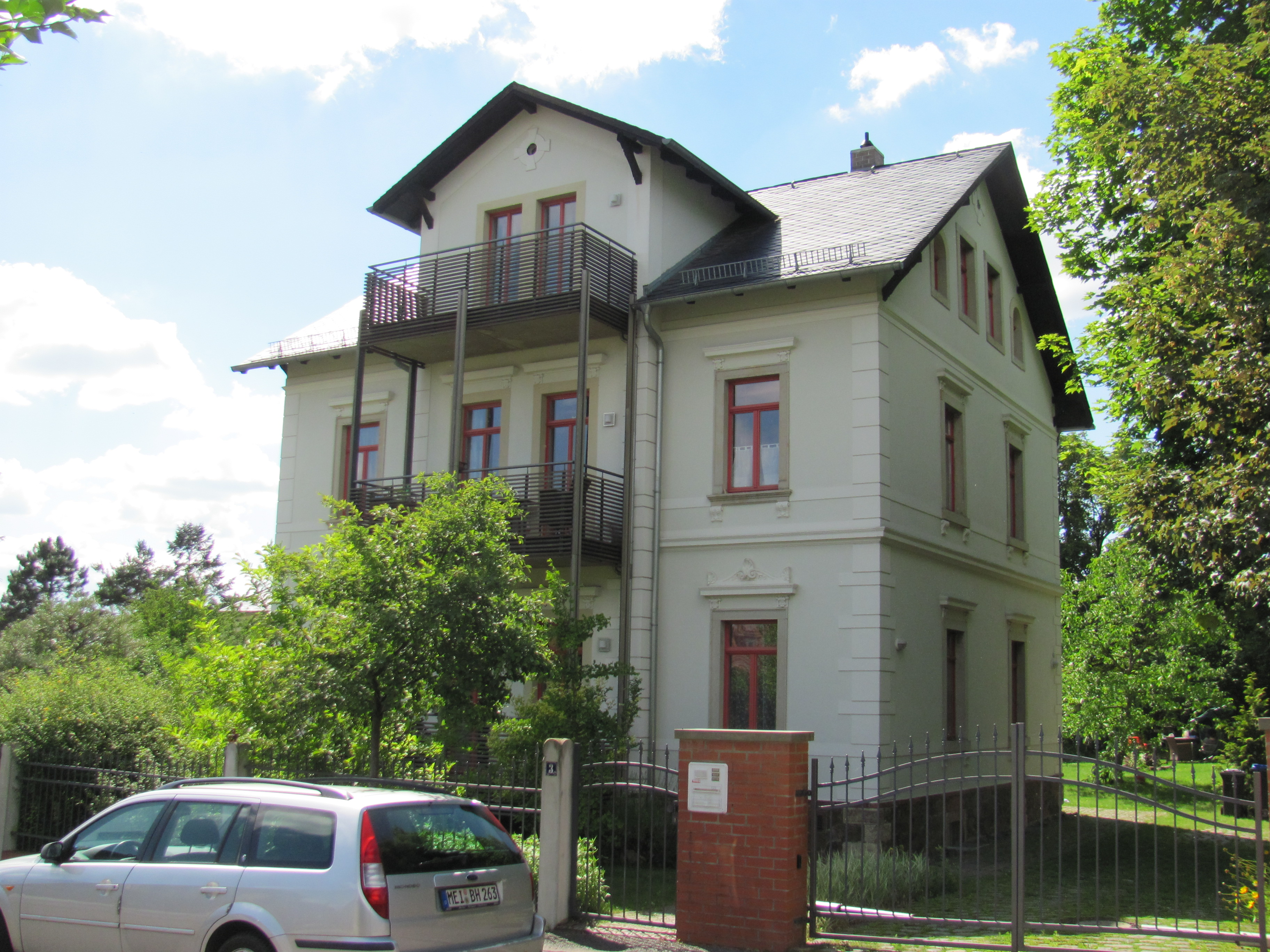
Humboldtstraße 3

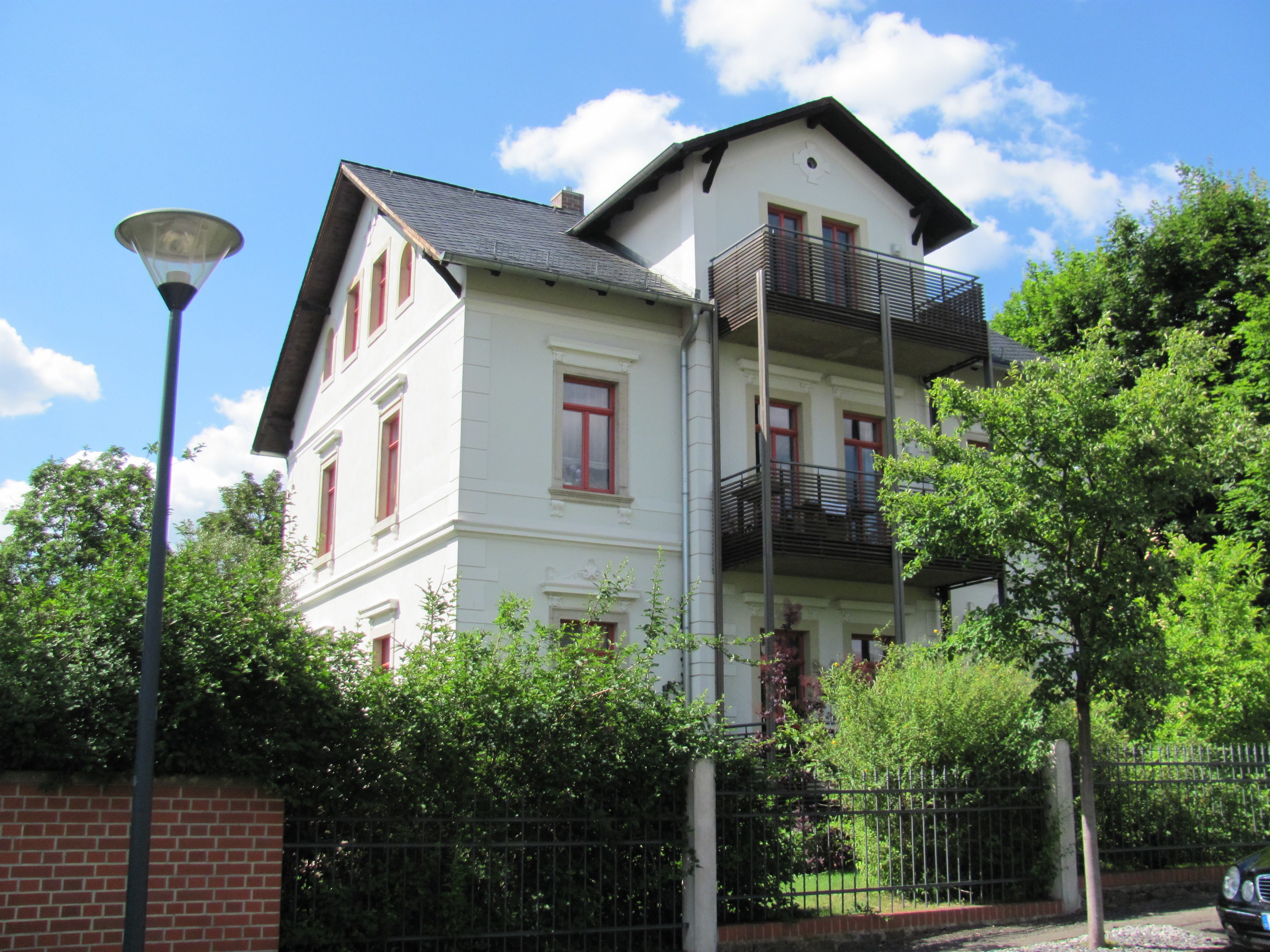
Humboldtstraße 3

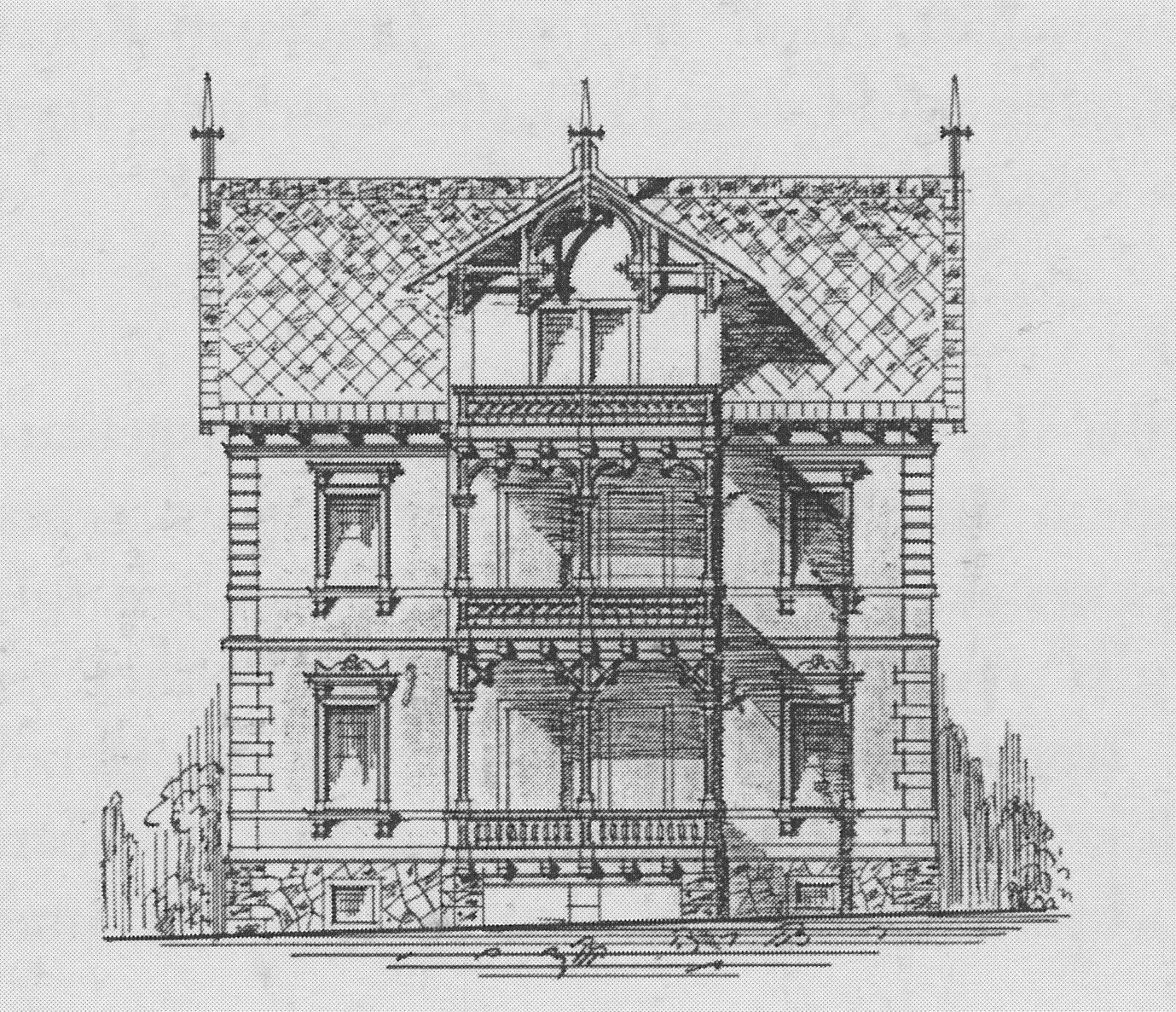
Bauzeichnung 1902 zum Anbau der Veranda

## Beschreibung
Die zweigeschossige, mitsamt der Einfriedung unter Denkmalschutz stehende Mietvilla liegt traufständig zur Straße ausgerichtet. Das auf einem Bruchsteinsockel errichtete Wohnhaus, ehemals im Schweizerstil, von vier zu zwei Fensterachsen Größe hat ein überkragendes Satteldach mit Schieferdeckung.
Zur Straße zeigt sich eine symmetrische Hauptansicht. Der dortige dreigeschossige Mittelrisalit nimmt zwei der vier Fensterachsen ein. Dessen Dreiecksgiebel wurde ursprünglich durch ein Gesprenge geziert. Vor den Risalitgeschossen befinden sich aufgeständerte Balkone, die die ehemalige Veranda mit Austritt obenauf ersetzen. Auf der Rückseite des Gebäudes steht ein Eingangsvorbau.
Der Putzbau wird durch Gesimse und Eckquaderungen gegliedert, dazu kommt Stuckornamentik über den Fenstern des Erdgeschosses. Die Fenster werden von Sandsteingewänden eingefasst, unter deren Sohlbänken sich kleine Konsolen befinden.
Die Einfriedung besteht aus Staketenzaunfeldern zwischen Sandsteinpfeilern.
Die Denkmalpflege gab nach der Sanierung 2003 folgende Bewertung ab: „markanter historistischer Bau mit nobler Putzgliederung, im Erdgeschoss dezente Ornamentik, denkmalpflegerisch interessant die moderne Balkonlösung, baugeschichtlich bedeutend“.

## Geschichte
Der Baumeister Moritz Große entwarf und errichtete ab 1895 für den Obsthändler und Bauunternehmer Carl Heinrich Claus eines von dessen zahlreichen Bauprojekten in der Niederlößnitz. Auf den Bauantrag vom April 1895 folgte die Baugenehmigung im Juni bzw. Oktober desselben Jahres. Im Jahr 1902 erfolgte der Anbau einer zweigeschossigen Veranda vor dem Mittelrisalit auf der Straßenseite.
In der Zeit bis 2003 erfolgte die Instandsetzung des Hauses, bei der das „in den 1970er Jahren durch unsachgemäße Umbauten stark entstellte Erscheinungsbild“ denkmalgerecht zurückgeführt und die verschwundene Veranda durch die aufgeständerten Balkone ersetzt wurde.

### Weitere Bauten von Karl Heinrich Claus in Niederlößnitz
Bereits 1894 ließ sich Claus durch Adolf Neumann die Villa Hohe Straße 45 bauen. 1897–99 schloss sich die Villa Bella Vista in der Moritzburger Straße 60 an. 1898/1899 entstanden die Villa Amicitiae in der Moritzburger Straße 50 und die Mietvilla Moritzburger Straße 52 sowie mit etwa einem dreiviertel Jahr Verzug die Mietvilla Moritzburger Straße 54, alle vier durch Hugo Große. 1895/1896 folgten die Mietvilla Humboldtstraße 3, heute Haus Preuße (Baumeister Moritz Große) und 1896/1897 die Mietvillen Humboldtstraße 5 und Humboldtstraße 7, beide durch die Bauunternehmung Gebrüder Große. Von diesen ist auch die Mietvilla Robert-Koch-Straße 3 in den Jahren 1897/1898.